# Liste der Bischöfe von Gubbio
Die folgenden Personen waren Bischöfe von Gubbio (Italien):
- 416 Decenzio
- 599 Gaudioso
- 769 Fiorentino
- 847 Erfone
- 861 Domenico
- 900 Leuderico
- 921 Pietro
- 968 Giovanni I.
- 10.. B. Lodolfo Giuliano
- 1032 Tebaldo
- 1057 Guido
- 1060 Pietro
- 1064 S.Rodolfo Gabrielli
- 1065 Ubaldo I.
- 1070 Mainardo
- 1075 Ugo
- 1076 Domenico
- 1097 Rustico
- 1105 Giovanni da Lodi
- 1106 Giovanni III.
- 1126 Stefano
- 1129–1160 Ubaldo II.
- 1160 Teobaldo
- 1163–1164 Bonatto
- 1197 Gualfredo
- 1184 Offredo
- 1185–1194 Bentivoglio
- 1195–1200 Marco
- 1200–1205 Alberto
- 1206–1238 Beato Villano
- 1240–1276 Giacomo
- 1278–1294 Benvenuto
- 1295–1302 Ventura
- 1302–1326 Francesco
- 1326–1345 Pietro Gabrielli
- 1346–1350 Vesiano
- 1350–1370 Giovanni IV.
- 1370–1377 Giovanni V.
- 1377–1383 Gabriele Gabrielli
- 1384–1390 Lorenzo
- 1390–1400 Bertrando
- 1401–1405 Matteo
- 1406–1443 Francesco
- 1444–1472 Antonio Severi
- 1472–1482 Leonardo Grifo
- 1482–1492 Girolamo Kardinal Basso della Rovere (Administrator)
- 1492–1504 Francesco della Rovere
- 1504–1508 Antonio Kardinal Ferrero
- 1508–1541 Federigo Fregoso
- 1541–1544 Pietro Kardinal Bembo (Administrator)
- 1544–1555 Marcello Kardinal Cervini
- 1555–1561 Giacomo Kardinal Savelli (Administrator)
- 1561–1599 Mariano Savelli
- 1600–1616 Andrea Sorbolonghi
- 1616–1628 Alessandro Del Monte
- 1628–1630 Pietro Carpegna
- 1630–1639 Ulderico Kardinal Carpegna (dann Bischof von Todi)
- 1639–1643 Grazio Monaldi
- 1644–1671 Alessandro Sperelli
- 1672–1690 Carlo Vincenzo Toti
- 1690–1706 Sebastiano Pompilio Bonaventura
- 1707–1725 Fabio Manciforte
- 1725–1747 Sostegno Maria Cavalli
- 1747–1768 Giacomo Cingari
- 1768–1785 Paolo Orefici
- 1785–1808 Ottavio Angelelli
- 1814–1821 Mario Ancaiani
- 1821–1841 Vincenzo Massi
- 1841–1855 Giuseppe Kardinal Pecci
- 1855–1891 Innocenzo Sannibale
- 1891–1896 Luigi Lazzareschi
- 1896–1900 Macario Sorini
- 1900–1906 Angelo Dolci
- 1906–1916 Giovanni Nasalli Rocca di Corneliano
- 1917–1920 Carlo Taccetti
- 1921–1932 Pio Leonardo Navarra OFMConv
- 1932–1965 Beniamino Ubaldi
- 1972–1981 Cesare Pagani (dann Erzbischof von Perugia)
- 1982–1988 Ennio Antonelli
- 1989–2004 Pietro Bottaccioli
- 2005–2017 Mario Ceccobelli
- seit 2017 Luciano Paolucci Bedini